# Plague Inc.
Plague Inc. es un videojuego de estrategia para Windows Phone, iOS, Android, PC, Xbox One y Nintendo Switch en su versión Evolved desarrollado por Ndemic Creations. El juego consiste en crear y evolucionar un patógeno para extinguir a la humanidad

## Desarrollo
En marzo de 2013, James Vaughan, el desarrollador de Plague Inc., fue invitado a hablar en los Centros para el Control y Prevención de Enfermedades (CDC) sobre Plague Inc.. Vaughan habló de como el había modelado la propagación de enfermedades infecciosas en el interior del juego, así como la forma en juegos como Plague Inc. se pueden utilizar para informar y educar al público.
Después de la charla, el CDC dijo que estaba interesado en Plague Inc. como "que utiliza una ruta no tradicional para aumentar la conciencia pública sobre las epidemias, la transmisión de enfermedades. El juego crea un mundo convincente que se acopla con el público sobre temas serios de salud pública".

## Jugabilidad
Plague Inc. es un juego de estrategia de simulación en el que el jugador controla a una plaga que ha infectado el paciente cero. El jugador debe infectar y matar a toda la población humana mundial en la evolución de la plaga y la adaptación a diferentes ambientes. Sin embargo, hay un límite de tiempo para completar el juego antes de que los humanos (el oponente en este caso) desarrollen una cura para la plaga. Solo se puede ganar el juego si hemos contagiado a "todo el mundo" y sucesivamente los hemos "aniquilado". En el juego perderemos si o bien los humanos logran crear la cura o por su contra aniquilamos a los enfermos y aún quedan supervivientes.

### Tipos de patógeno
El juego muestra varios tipos de patógenos, o epidemia que depende de cual escojamos, que irá desarrollándose de una determinada manera:

#### Normales
Estos patógenos según avancemos en el juego, los iremos desbloqueando a modo de niveles:
☣ Bacteria: Es la principal causa de epidemias y su potencial es ilimitado.
☣ Virus: Es un patógeno de mutación muy rápida y muy difícil de controlar.
☣ Hongo: Son esporas que necesitan ayuda especial para viajar lejos.
☣ Parásito: No puede obtener ADN mediante nuevas infecciones.
☣ Prion: Es un patógeno lento, sutil y muy complejo que se esconde en el cerebro.
☣ Nanovirus: Es una máquina microscópica con un interruptor de seguridad integrado.
☣ Arma biológica: Se trata de un patógeno excepcionalmente letal que mata todo lo que toca.

#### Especiales
Son epidemias que solo se pueden obtener de una determinada manera.
- Gripe simia: En esta debes volver inteligentes a los simios a la par que destruyes a la humanidad por medio de la pandemia, solo disponible pasando el Virus necroa en modo brutal o comprándola (basado en "El Origen del planeta de los simios" de 2011 y "El Amanecer del Planeta de los Simios" de 2014).
- Larva neurax: Consiste en una epidemia de control mental, solo disponible pasando todas las epidemias normales en modo brutal o comprándola.
- Virus necroa: Es una epidemia que convierte en zombis a los infectados, solo disponible pasando la Larva neurax en modo brutal o comprándola.

- Plaga sombría: Es una epidemia que se inicia mediante un vampiro y se esparce por el mundo por medio de el mismo (a diferencia de las demás epidemias, cuesta trabajo infectar aviones y barcos). Solo disponible pasando la Gripe simia en brutal o comprándola.

Todos los patógenos, tienen cuatro tipos de dificultad; Informal, Normal, Brutal y Megabrutal. Dependiendo de la elección, se desbloquearan otros patógenos, comodines o genes.

#### Comodines
Existen varios comodines que se desbloquean comprando o completando misiones:
- Inmune: Tu epidemia no tiene ninguna cura. Solo disponible habiéndose pasado todos los modos normales en modo brutal.
- Oculta: Los humanos no se organizan contra ti. Solo disponible habiéndose pasado todos los modos normales en modo brutal.
- Ilimitada: Obtienes constantemente puntos ADN. Solo disponible habiéndose pasado todos los modos normales en modo brutal.
- Turbo: El país inicial queda 100% infectado una vez inicias la partida.
- Aleatoria: Las transmisiones, síntomas y habilidades están revueltas entre sí.
- Sorpresa: Al iniciar la epidemia tendrá evolucionadas 5 características.
- Doble: Te concede la posibilidad de infectar dos países al principio de la partida.

### Afección
Es un recuadro que aparece mientras se está jugando, ubicado en la parte inferior izquierda, en el cual aparece detalladamente el patógeno. Además existen más opciones en donde gastaremos nuestros puntos de ADN para ir mejorando nuestro patógeno, desde la transmisión, los síntomas o las habilidades. Para acceder a ella, debemos pulsar el recuadro escarlata de la izquierda cuando estemos jugando.

### Transmisión
Hay varias formas en las que la enfermedad se transmite, aves, ratas, ganado, agua, aire, etc. Cada una afecta a un país dependiendo de su situación, las ratas afectan países urbanos como China o Francia, el ganado afecta a países rurales tales como Ucrania, Perú, Argentina, etc. El agua ayuda a transmitir a través de puertos y países húmedos y el aire por avión o países áridos.

### Síntomas
Es la manera de que afecta a los humanos, existen síntomas sanguíneos, respiratorios, neurológicos, digestivos, dermatológicos, etc. Los escenarios brindan síntomas de enfermedades reales o especiales. Algunos síntomas son los siguientes:
- Vómito
- Náusea
- Diarrea
- Fiebre
- Tos
- Estornudos
- Erupciones cutáneas
- Hemofilia
- Paranoia
- Locura
- Edema pulmonar
- Dificultad para respirar
- Pérdida de la conciencia
- Fallo Orgánico Total
- Sudoración
- Neumonía
- Disentería
- Infección sistémica

### Habilidades
Existe la resistencia al calor o frío, ya que son climas complicados, también hay resistencia a los fármacos, para poder afectar países ricos.

### Mundo
Es el recuadro azul ubicado en la parte inferior derecha, donde podremos vigilar el estado del planeta, desde cómo va la fabricación de la cura o cuantos países ya hemos infectado o destruido. Para acceder a ella, debemos pulsar el recuadro azul cielo. 

### Países
En Plague Inc. tenemos que infectar países. Algunos como Alemania se les asigna países vecinos como Holanda y Dinamarca, lo que aumenta su población de 80 a 103 millones de personas. El caso de Estados Unidos y Canadá es especial y curioso,  ya que según una nota de prensa, Canadá celebra el tratado de Hay-Hebert, según el cual Alaska paso a ser parte de Canadá, claro, indignando a Estados Unidos. También podemos observar otros casos como Europa Central compuesta por Suiza, Austria, Eslovenia, República Checa, Eslovaquia, más abajo están Los Balcanes que corresponden a Grecia, Bulgaria, Albania Macedonia del norte, Kosovo, Serbia, entre otros pero más arriba están los países bálticos que se componen de Estonia, Letonia, Lituania además de Bielorrusia y también está  el caso de Colombia compuesta por Colombia, Venezuela, Ecuador, Guayana, Guayana Francesa y Surinam. Un dato curioso sobre esto es que el juego nos muestra la población de los tres primeros países, Colombia, Venezuela y Ecuador en un aproximado de 94 millones de personas, esto en referencia a la Gran Colombia debido a que se estima que esa sería la población aproximada de esta nación si no se hubiese dividido en tres estados distintos, además están Brasil que está compuesto por Brasil, Paraguay y Uruguay y también está Argentina que está compuesta por Argentina y Chile.